# Sérgio Mallandro
Sérgio Neiva Cavalcanti (Rio de Janeiro, 12 de outubro de 1955), mais conhecido como Sérgio Mallandro, é um apresentador, humorista, ator, cantor e podcaster brasileiro. Conhecido por seu jeito excêntrico e pelas famosas pegadinhas, a imagem de Mallandro se popularizou a partir da década de 1980, quando foi jurado de vários programas de calouros no SBT e apresentou programas memoráveis, como o Oradukapeta (1987–1990) e Festa do Mallandro (1997–2002).
Um dos quadros mais memoráveis dos programas de Mallandro era "A Porta dos Desesperados", uma paródia do Porta da Esperança, no qual crianças tinham direito a escolher uma entre três portas, sendo que em uma havia prêmios e em outras monstros e outras figuras aterrorizantes. Ficaram famosas as ordens que Serginho dava às crianças antes de escolher a porta. Ele perguntava se a criança estava desesperada, e pedia que as mesmas gritassem ou corressem pelo cenário para expressarem seu desespero. 
Na década de 1990, durante sua ida para a Rede Globo Mallandro foi um dos alunos da Escolinha do Professor Raimundo e apresentou o programa Show do Mallandro (1991–1993). Nesta época atuou ao lado da amiga Xuxa Meneghel no filme Lua de Cristal (1990), trabalho pelo qual é lembrado até hoje pelos fãs da Xuxa. 
Em 2010, Mallandro foi participante da terceira temporada do reality A Fazenda, sendo o 4° eliminado do programa.
Em 1988, foi destacado que dos seis LPs infantis que lançou, quatro já haviam conquistado disco de ouro - por 100.000 cópias vendidas - e dois discos de platina, pela vendagem de 250.000 cópias, ou seja, 900.000 copias vendidas até aquele momento. 

## Trajetória
Sérgio cresceu na zona sul do Rio de Janeiro. O avô, tabelião, morava numa mansão no Leblon. O pai, Edgard, preferiu se virar e fez carreira na Caixa Econômica Federal. Dirigia um Gordini e vivia num apartamento de três quartos na Lagoa. Edgard sofreu um infarto fatal quando Sérgio tinha 11 anos. Três anos depois, sua mãe se casaria novamente, com o general Caio Marcos Ovale de Lemos, veterano de guerra, capitão na Força Expedicionária Brasileira. Morou com o general dos 13 aos 20 anos.
Foi expulso de quatro colégios. O apelido "Mallandro" surgiu porque penetrava nos clubes sem permissão.
Fez faculdade até o terceiro período de Comunicação. Aí entrou no teatro, no Tablado.

### Televisão e cinema
Sérgio Mallandro participou do programa Cidade contra Cidade e Silvio Santos, vendo a veia humorística natural dele, convidou-o para fazer alguns testes no SBT. Mallandro passou a dividir a apresentação do programa de auditório O Povo na TV com Wilton Franco, Wagner Montes, Christina Rocha e Mara Maravilha.
Entre 1981 e 1990, também foi jurado do programa de auditório Show de Calouros por quase uma década, o que lhe rendeu o Troféu Imprensa em cinco oportunidades. Nessa época, Mallandro fez alguns filmes. Ele participou das sequências Menino do Rio (1981) e Garota Dourada (1984), além do filme O Trapalhão na Arca de Noé (1983), de Renato Aragão, filmado no período da separação do grupo Os Trapalhões. Mallandro ainda protagonizou o filme As Aventuras de Sérgio Mallandro (1985), que contou com as participações de Pedro de Lara, Mara Maravilha, Alexandre Frota e do grupo Absyntho.
Em 1982, gravou o disco "Vem fazer glu-glu", que vendeu 1 milhão de cópias.
Ainda no SBT, apresentou o programa infantil Oradukapeta, onde criou sua mais famosa atração, a "Porta dos Desesperados", que é uma versão brasileira para o Problema de Monty Hall. Neste quadro, os participantes escolhiam entre três portas, sendo que atrás de uma delas havia prêmios (brinquedos, bicicletas, etc.) e nas outras havia "monstros" fantasiados. É considerado um ícone da cultura trash no Brasil. Outros quadros famosos foram o goleiro Mallandrovisky e o Super Mallandro.
Trocou o SBT pela Globo em 1990. Na nova emissora, apresentou o Show do Mallandro, após ter participado como aluno do programa Escolinha do Professor Raimundo. Mallandro substituiu a amiga Xuxa no Xou da Xuxa em duas oportunidades, durante as férias da apresentadora e também apresentou com a loira o programa semanal Paradão da Xuxa. A dobradinha se repetiu no cinema, no filme Lua de Cristal, em 1990. Sérgio Mallandro ainda protagonizou os filmes Sonho de Verão (1990) e Inspetor Faustão e o Mallandro (1991), ambos da Xuxa Produções.
Em 1993, saiu da Globo e foi para a CNT, onde passou a apresentar o Tudo por Brinquedo, mas após alguns problemas, no ano seguinte, retornou ao SBT para apresentar o Programa Sérgio Mallandro, em 1994, onde ficou por dois anos.
Passou também pela Manchete, RedeTV! e Gazeta, onde apresentou os programas Festa do Mallandro (1997), Allegria Geral, Muleke Mallandro, Gallera do Mallandro e Programa Sérgio Mallandro que eram programas de auditório para publico infantil e adulto. Seu programa na Gazeta causava controvérsia ao exibir modelos seminuas (as chamadas "Mallandrinhas") e veicular inúmeras pegadinhas consideradas apelativas. Algumas dessas pegadinhas foram consideradas homofóbicas. Depois de tirá-las do ar, Sérgio se desculpou em entrevistas com o público LGBT e reconheceu que as pegadinhas não eram de bom gosto. 
Em 2005, Mallandro gravou uma participação especial no disco Gates of Metal Fried Chicken of Death (na faixa "Metal Glu-Glu", dedicada ao próprio Mallandro), da banda de heavy metal fictícia Massacration, formada por seus fãs do grupo humorístico Hermes e Renato, programa o qual também gravou participação em um esquete.
Em outubro de 2009, assinou contrato com a CNT para apresentar o programa Goleada do Mallandro, nas noites de sábado.
Em 2010, foi um dos participantes de A Fazenda 3, sendo eliminado em 28 de outubro de 2010 com 48% dos votos.
Em 2012, assinou com o canal por assinatura Multishow para fazer o reality show Vida de Mallandro, que mostrava a rotina do artista, o cotidiano de seus familiares e de seu trabalho. Ele também apresentou o talk show Papo de Mallandro, no mesmo canal.
Em 2019, Sérgio Mallandro fez uma participação especial no filme MIB: Homens de Preto - Internacional, da franquia MIB: Homens de Preto, que estreou nos cinemas do Brasil no dia 13 de junho. Seu papel no filme foi parte de uma iniciativa internacional em que alguns países foram selecionados para incluir participações de celebridades locais nesta versão do filme. No filme, ele interpretou um dos agentes da Homens de Preto.
Desde 2022, Sérgio atua no quadro Dez ou Mil do Programa do Ratinho, no SBT, como membro do júri. O quadro é exibido às segundas-feiras.

### Política
Aventurou-se na política, tendo se candidatado a vereador da cidade de São Paulo nas eleições de 2008 pelo PTB. Obteve 22 066 votos, o equivalente a 0,37% dos votos válidos e não conseguiu se eleger.

### Podcasting
Em 25 de fevereiro de 2021, passa a apresentar o podcast de entrevistas "Papagaio Falante".

## Vida pessoal
Sérgio é pai de três filhos: Sérgio Tadeu Cavalcantti, nascido em 1985, do casamento de cinco anos com Mary Mallandro; Stephanie Cavalcanti, nascida em 1994, e Edgard Cavalcanti, nascido em 1998, do casamento com Maria Carolina da Costa Alvarez.
Em 12 de setembro de 2010, o humorista teve o carro que dirigia apreendido (um Citroën C5) pela blitz da Lei Seca na Avenida Delfim Moreira, no Leblon. Ele dirigia o veículo sem placa e qualquer documentação. Na verdade, a viatura era de uma amiga. Ele havia acabado de deixar um teatro no qual se apresentava no Rio na companhia da amiga proprietária do carro, que acabara de chegar de uma viagem à África, de um de seus filhos, e da ex-mulher Mary Mallandro. De acordo com o humorista, a amiga pediu que ele conduzisse o carro com o grupo que se dirigia a uma pizzaria.
Em 3 de abril de 2011, Mallandro foi internado no Hospital Barra D'Or, na Barra da Tijuca, Rio de Janeiro, com um abscesso cutâneo inflamado e passou por tratamento venoso com antibióticos. A internação provocou um adiamento nas sessões de sua peça teatral, Sérgio Mallandro Sem Censura, que já estavam marcadas. Do hospital, Mallandro fez piada com sua própria situação no Twitter.
Sérgio Mallandro também é um praticante de jiu-jitsu e faixa preta, tendo sido um dos primeiros alunos do mestre Carlson Gracie.

## Legado
Mallandro se consagrou como ícone cult, ao participar de diversas festas que relembram os anos 1980, e também sendo patrono de diversas turmas universitárias, que resgatam seu ídolo de infância para animar formaturas, fazer discursos e etc. Sua última vez como patrono de uma turma foi no mês de agosto de 2007, sendo homenageado pelos formandos das Faculdades Integradas Hélio Alonso (Facha). Ainda em 2007, foi homenageado pelo diretor de cinema André Moraes.
O curta-metragem Ópera do Mallandro foi exibido no Festival de Cinema do Rio de Janeiro e ganhou o prêmio de vídeo mais acessado no site Myspace. O filme contou com as participações dos atores Lázaro Ramos, Wagner Moura, Lúcio Mauro Filho, Taís Araújo e Luciano Szafir.

## Filmografia

### Televisão
| Ano           | Título                          | Cargo         | Notas                      | Emissora           |
| ------------- | ------------------------------- | ------------- | -------------------------- | ------------------ |
| 1981          | Cidade Contra Cidade            | Participante  | Episódio: "Lagoa x Grajaú" | SBT                |
| 1981–90       | Show de Calouros                | Jurado        |                            | SBT                |
| 1981–84       | O Povo na TV                    | Apresentador  |                            | SBT                |
| 1987–90       | Oradukapeta                     | Apresentador  |                            | SBT                |
| 1990          | Escolinha do Professor Raimundo | Seu Mallandro |                            | Globo              |
| 1991-92       | Xou da Xuxa                     | Apresentador  | Durante as férias de Xuxa  | Globo              |
| 1991–93       | Show do Mallandro               | Apresentador  |                            | Globo              |
| 1993          | Tudo por Brinquedo              | Apresentador  |                            | CNT                |
| 1994–96       | Programa Sérgio Mallandro       | Apresentador  |                            | SBT                |
| 1997–02       | Festa do Mallandro              | Apresentador  |                            | Manchete TV Gazeta |
| 2000–01       | Allegria Geral                  | Apresentador  |                            | TV Gazeta          |
| 2001–02       | Muleke Mallandro                | Apresentador  |                            | TV Gazeta          |
| 2002–03       | Programa Sérgio Mallandro       | Apresentador  |                            | RedeTV!            |
| 2003–04       | Gallera do Mallandro            | Apresentador  |                            | TV Gazeta          |
| 2007–08       | Mallandro a 220V                | Apresentador  |                            | CNT                |
| 2009–10       | Golleada do Malandro            | Apresentador  |                            | CNT                |
| 2010          | A Fazenda 3                     | Participante  | Temporada 3                | Record             |
| 2012          | Vida de Mallandro               | Apresentador  |                            | Multishow          |
| 2012-17       | Prêmio Multishow de Humor       | Jurado        | Temporadas 4 a 9           | Multishow          |
| 2012–13       | Papo de Mallandro               | Apresentador  |                            | Multishow          |
| 2014–16       | Pegadinha do Mallandro          | Apresentador  |                            | Multishow          |
| 2014          | É Natal, Malandro!              | Mallandro     | Especial de Fim de Ano     | SBT                |
| 2018          | Balanço Geral RJ                | Repórter      |                            | Record             |
| 2018          | Fábrica de Talentos             | Jurado        |                            | Multishow          |
| 2020–presente | Programa do Ratinho             | Jurado        | Quadro: Dez ou Mil         | SBT                |

### Cinema
| Ano  | Título                                            | Personagem                | Nota           |
| ---- | ------------------------------------------------- | ------------------------- | -------------- |
| 1980 | Tudo Acontece em Copacabana                       | Júnior                    |                |
| 1981 | Menino do Rio                                     | Zeca                      |                |
| 1982 | A Mulher Sensual                                  | Guto                      |                |
| 1983 | O Trapalhão na Arca de Noé                        | Kiko                      |                |
| 1984 | Garota Dourada                                    | Zeca                      |                |
| 1985 | As Aventuras de Sérgio Mallandro                  | Mallandro                 |                |
| 1990 | Lua de Cristal                                    | Bob                       |                |
| 1990 | Sonho de Verão                                    | Léo                       |                |
| 1991 | Inspetor Faustão e o Mallandro                    | Mallandro                 |                |
| 2010 | Muita Calma Nessa Hora                            | Tatuador                  |                |
| 2016 | Porta dos Fundos: Contrato Vitalício              | Ele mesmo                 | Part. Especial |
| 2017 | Ninguém Entra, Ninguém Sai                        | Pai Lilico                |                |
| 2017 | Invisablue                                        | Father                    | Curta-metragem |
| 2018 | Exterminadores do Além contra a Loira do Banheiro | Ele mesmo                 | Part. Especial |
| 2019 | Chorar de Rir                                     | Ele mesmo                 | Part. Especial |
| 2019 | MIB: Homens de Preto - Internacional              | Agente da Homens de Preto | Part. Especial |
| 2019 | Vai que Cola 2 – O Começo                         | Príncipe                  | Part. Especial |
| 2024 | Mallandro, o Errado Que Deu Certo                 | Serginho                  |                |

## Discografia

#### Álbuns de estúdio
| Álbum                | Detalhes                                                                   |
| -------------------- | -------------------------------------------------------------------------- |
| Sérgio Mallandro     | - Lançamento: 29 de novembro de 1982 - Formatos: LP - Gravadora: RCA       |
| Sérgio Mallandro     | - Lançamento: 2 de maio de 1986 - Formatos: LP - Gravadora: 3M             |
| Oradukapeta          | - Lançamento: 14 de março de 1988 - Formatos: LP - Gravadora: 3M           |
| Pula, Brinca, Agita! | - Lançamento: 22 de novembro de 1989 - Formatos: LP - Gravadora: Polydor   |
| Sérgio Mallandro     | - Lançamento: 1 de agosto de 1994 - Formatos: LP, cassete - Gravadora: BMG |